# Moritz Richard Schomburgk
Moritz Richard Schomburgk, född den 5 oktober 1811 i Freyburg, död den 24 mars 1890 i Adelaide, Sydaustralien, var en tysk trädgårdsman. Han var bror till Robert Hermann och Otto Alfred Schomburgk.
Han var trädgårdsmästare vid de kungliga trädgårdarna i Sanssouci, Potsdam. Schomburgk måste av politiska skäl fly ur landet 1848 och blev föreståndare för botaniska trädgården i Adelaide 1866. Han medföljde på preussiske kungens bekostnad sin äldste bror på resorna i Guyana 1840-1842 och utgav på grundval av dennes förarbeten Reisen in Britisch Guyana (1847).